# Croica, Mehedinți
Croica este un sat în comuna Corcova din județul Mehedinți, Oltenia, România.